# 瀘州戰鬥
瀘州戰鬥，又稱瀘州會戰，此戰役發生於1916年的護國戰爭其中戰役之一，也是於中國袁世凱稱帝執政之中華帝國時期，地點則是在四川瀘州一帶，戰線綿延數百公里。2月3日於敘州戰鬥取得四川部分重要據點的護國軍，再挺進攻擊瀘州，經過數度攻防，袁世凱所屬李炳旅取得勝利。

## 流行文化
- 讓子彈飛